# Mondavio
Mondavio es un municipio italiano de 5.346 habitantes de la provincia de Pesaro y Urbino.

## Enlaces externos

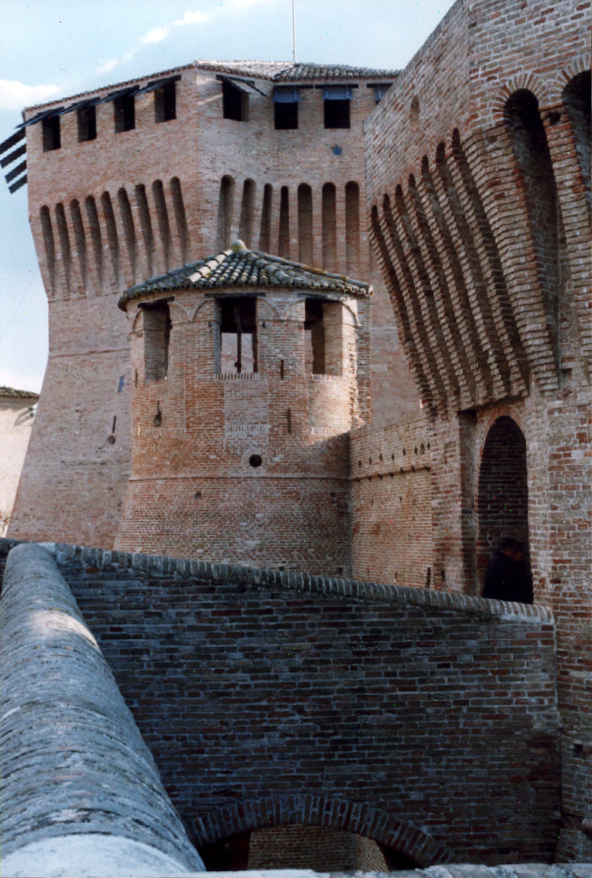
Rocca di Mondavio.

## Evolución demográfica
| Gráfica de evolución demográfica de Mondavio entre 1861 y 2001 |
|                                                                |
| Fuente ISTAT - elaboración gráfica de Wikipedia                |